# 互卤化物
互卤化物也称卤素间化合物，是指卤素之间形成的化合物，通式为XYn，其中X重于Y，n通常为奇数。
|    | F                 | Cl         | Br        | I   | At     |
| -- | ----------------- | ---------- | --------- | --- | ------ |
| F  | F2                |            |           |     |        |
| Cl | ClF、ClF3、ClF5   | Cl2        |           |     |        |
| Br | BrF、BrF3、BrF5   | BrCl       | Br2       |     |        |
| I  | IF、IF3、IF5、IF7 | ICl、I2Cl6 | IBr、IBr3 | I2  |        |
| At | —                 | AtCl       | AtBr      | AtI | At2(?) |

目前未发现有由三种或以上的卤素组成的互卤化物， 尽管一些书籍说明IFCl
2 和 IF
2Cl 已被合成， 并且理论上，通式为 BrClF
n的化合物是稳定的。

## 类型
- XY型：ClF、BrF、IF、BrCl、ICl、AtCl（英语：Astatine monochloride）、IBr、AtBr、AtI
- XY3型：ClF3、BrF3、IF3、I2Cl6
- XY5型：ClF5、BrF5、IF5
- XY7型：IF7

## 特性
互卤化物都是小分子共价化合物。熔点、沸点都较低。大多不稳定（常见的卤素互化物的反应活性为ClF3﹥BrF5﹥IF7﹥ClF﹥BrF3﹥IF5﹥BrF ），易水解，并且各种化合物水解产物也不尽相同。水解产物中如果有不稳定的物种如次碘酸、亚氯酸等的存在则这些产物有可能继续分解，生成更多的产物。如三氟化溴与水反应的产物包括溴酸、溴单质、氧气和氟化氢等，另外一些反应活性更高的物质如三氟化氯与水则甚至产生如二氟化氧、一氟氧化氯等更多产物。

## 用途
互卤化物主要用作卤化剂。但是部分反应活性高的如三氟化氯则应用在一些诸如铀的提取、火箭的高能燃料等特殊领域。
一些互卤化物，如 BrF3、 IF5和 ICl是好的卤化 剂。 BrF5 太活泼而不能产生氟。 除此之外，一氯化碘具有多种用途，包括帮助测量油脂的饱和度，以及作为某些化学反应的催化剂。 还有一些互卤化物，包括 IF7，可用于合成多卤阴离子。

## 相关化合物
拟卤素也能形成类似的互卤化物。其中包括 叠氮化卤(FN3， ClN3， BrN3和 IN3) 和卤化氰 (FCN， ClCN， BrCN和 ICN)。拟卤素之间也能形成类似的互卤化物，例如氰和叠氮形成的叠氮化氰。

## 扩展阅读
- Greenwood, N. N.; Earnshaw, A.  2nd. Oxford:Butterworth-Heinemann. 1997. ISBN 0-7506-3365-4.
- Kugler, H. K.; Keller, C. . Gmelin Handbook of Inorganic and Organometallic Chemistry 8 8th. Springer-Verlag. 1985. ISBN 3-540-93516-9.
- Zuckerman, J. J.; Hagen, A. P. . John Wiley & Sons. 1989. ISBN 978-0-471-18656-4.